# Latastia carinata
Latastia carinata är en ödleart som beskrevs av  Peters 1874. Latastia carinata ingår i släktet Latastia och familjen lacertider.

## Underarter
Arten delas in i följande underarter:
- L. c. caeruleopunctata
- L. c. carinata